# Список экзопланет в созвездии Циркуля
Список экзопланет в созвездии Циркуля содержит 5 экзопланет в 4 разных планетных системах, находящихся в соответствующем созвездии. Перечислены только подтверждённые экзопланеты, не являющиеся коричневым карликом.
Учёные постоянно совершают открытия, поэтому список может быть неполон.
Оценить зону обитаемости можно на основе светимости звезды.
| Система        | # | Удалённость св. лет | Светимость L⊙ | Большая полуось а. e. | Эксцентриситет | Период обращения сут | Масса MJ       | Пр.    |
| -------------- | - | ------------------- | ------------- | --------------------- | -------------- | -------------------- | -------------- | ------ |
| HD 134060      | b | 78                  | 1,502         | 0,04                  | 0,45           | 3,27                 | >0,032 ± 0,003 | EPEDR2 |
| HD 134060      | c | 78                  | 1,502         | 2,39 ± 0,09           | 0,11           | 1291,56 ± 48,03      | >0,092 ± 0,014 | EPEDR2 |
| SCR J1448-5735 | b | 208                 |               | 0,02                  |                | 1,39                 | 0,059 ± 0,006  | EPEDR2 |
| HD 129445      | b | 219                 | 1,229         | 2,98 ± 0,04           | 0,57           | 1802 ± 34            | >1,93 ± 0,23   | EPEDR2 |
| PSR J1502-6752 | b | 13699               |               | 0,04                  |                | 2,48                 | 26             | EPE    |